# メッセージ.jp
『メッセージ.jp』とは、BSフジで放送されているドキュメンタリー・情報番組である。以前は『ザ・メッセージ』という番組名だったが、新たに進行アシスタントを加え、『メッセージ.jp』へと番組名を変えリニューアルされた。しかし再放送が多く、新規に放送されるペースはおおよそ1ヶ月に1本ほどである。

## 概要
- 番組では各分野で過去に実際活躍し、日本の一時代を担って来た人物達が登場する。彼らに対して聞き手の福田和也が写真や映像を多用し、時代背景の説明や解説をしていく。

## 出演者

### 聞き手
- 福田和也（文芸評論家・慶應義塾大学教授）

### 進行アシスタント
フジテレビの女子アナがランダムに担当。

### 登場した人物
| 回数   | 初放送日       | 人物         |
| ------ | -------------- | ------------ |
| 第1回  | 2004年11月21日 | 中山素平     |
| 第2回  | 2004年12月19日 | 磯崎新       |
| 第3回  | 2005年1月23日  | 新藤兼人     |
| 第4回  | 2005年2月20日  | 桂米朝       |
| 第5回  | 2005年3月20日  | 宮沢喜一     |
| 第6回  | 2005年4月17日  | 西澤潤一     |
| 第7回  | 2005年5月15日  | 岡田茂       |
| 第8回  | 2005年6月26日  | 小柴昌俊     |
| 第9回  | 2005年7月24日  | 兼高かおる   |
| 第10回 | 2005年8月14日  | 池部良       |
| 第11回 | 2005年9月11日  | 日野原重明   |
| 第12回 | 2005年10月23日 | 福原義春     |
| 第13回 | 2005年12月4日  | 古橋廣之進   |
| 第14回 | 2005年12月18日 | メイ牛山     |
| 第15回 | 2006年1月22日  | 水木しげる   |
| 第16回 | 2006年2月19日  | 石井好子     |
| 第17回 | 2006年3月19日  | 福富太郎     |
| 第18回 | 2006年4月18日  | 冨田勲       |
| 第19回 | 2006年5月23日  | 中西太       |
| 第20回 | 2006年6月20日  | 小松左京     |
| 第21回 | 2006年7月18日  | 犬丸一郎     |
| 第22回 | 2006年8月22日  | 小沢昭一     |
| 第23回 | 2006年9月19日  | 佐藤安太     |
| 第24回 | 2006年10月24日 | 観世栄夫     |
| 第25回 | 2006年11月21日 | 阿久悠       |
| 第26回 | 2006年12月26日 | 石井幹子     |
| 第27回 | 2007年1月30日  | やなせたかし |
| 第28回 | 2007年2月20日  | 中島誠之助   |
| 第29回 | 2007年3月27日  | 篠山紀信     |
| 第30回 | 2007年4月24日  | 江崎玲於奈   |
| 第31回 | 2007年5月22日  | 秋吉敏子     |
| 第32回 | 2007年6月29日  | 養老孟司     |
| 第33回 | 2007年7月17日  | 坂田藤十郎   |
| 第34回 | 2007年8月14日  | 横尾忠則     |
| 第35回 | 2007年9月25日  | 野村万作     |
| 第36回 | 2007年11月6日  | 小野田寛郎   |
| 第37回 | 2007年11月20日 | 納谷幸喜     |
| 第38回 | 2007年12月18日 | 中曽根康弘   |
| 第39回 | 2008年1月15日  | 中曽根康弘   |
| 第40回 | 2008年2月5日   | 金子兜太     |
| 第41回 | 2008年3月4日   | 立川談志     |

## 放送時間
毎週日曜　21:00～21:55　【再放送】毎週火曜　12:00～12:55